# Harry Leicester Longden
Harry Leicester Longden, britanski general, * 1900, † 1981.